# Барабан Леонід Іванович
Леоні́д Іва́нович Бараба́н (нар. 14 жовтня 1929, Кривохижинці — пом. 18 липня 2016) — український театрознавець, історик театру, кандидат мистецтвознавства з 1969 року. Лауреат літературної премії імені Михайла Стельмаха журналу «Вінницький край» за 2010 рік.

## Життєпис
Народився в селі Кривохижинці Мурованокуриловецького району Вінницької області 14 жовтня 1929 року. 1956 року закінчив навчання у Чернівецькому університеті, 1961 року — аспірантуру при інституті мистецтва, фольклору та етнографії, залишився на кафедрі науковим співробітником.

## Творчість
Автор книг:
- 1969 — «Сучасна українська комедія на сцені»,
- 1980 — «Співець єднання і дружби. Михайло Старицький».

Автор досліджень про Г.Затиркевич-Карпинську, Л.Старицьку-Черняхівську, С.Черкасенка, О.Ватулю. Упорядник збірників української одноактної драматургії, багатотомних видань творів М.Рильського, І.Кочерги, О.Корнійчука. Також вийшли друком:
- 1979 — «На сцені-людина праці: Тема праці в сучасному українському театральному мистецтві», Товариство «Знання»,
- 2003 — «Тернистий шлях творчості» — Вінниця, «Велес», 2003,
- 2007 «Три драматурги. В. К. Винниченко. О. Ф. Коломієць, Я. М. Стельмах», Біла Церква.